# 131-я отдельная мотострелковая бригада
131-я отдельная мотострелковая Краснодарская Краснознамённая, орденов Кутузова и Красной Звезды Кубанская казачья бригада — мотострелковая бригада Сухопутных войск Вооружённых сил Российской Федерации.
Создана в 1992 году на базе 9-й мотострелковой Краснодарской, Краснознамённой, орденов Кутузова и Красной Звезды дивизии имени Верховного Совета Грузинской ССР.
Сокращённое наименование, в служебных (рабочих) документах, — 131 омсбр.
В 2009 году 131-я отдельная мотострелковая бригада переформирована в 7-ю военную Краснодарскую Краснознамённую, орденов Кутузова и Красной Звезды базу с пунктом постоянной дислокации в городе Гудаута, Республика Абхазия.

## История бригады
Хронология формирований соединения:
- 1918—1921 — 9-я стрелковая дивизия;
- 1921—1922 — 1-я Кавказская стрелковая бригада и 2-я Кавказская стрелковая бригада;
- 1922—1931 — 1-я Кавказская стрелковая дивизия;
- 1931—1936 — 1-я горнострелковая дивизия;
- 1936—1943 — 9-я горнострелковая дивизия;
- 1943—1946 — 9-я пластунская стрелковая дивизия;
- 1946—1949 — 9-я горнострелковая дивизия;
- 1954—1957 — 9-я стрелковая дивизия;
- 1957—1964 — 80-я мотострелковая дивизия;
- 1964—1992 — 9-я мотострелковая дивизия.

Во исполнение директивы Генерального штаба ВС России № 14/2887/73 от 12 сентября 1992 года на базе 9-й мсд был сформирована 131-я отдельная мотострелковая Краснодарская Краснознамённая, орденов Кутузова и Красной Звезды Кубанская казачья бригада. С 1996 года — 131-я мотострелковая Краснодарская Краснознамённая, орденов Кутузова и Красной Звезды Кубанская казачья бригада.
Состав:
- 526-й отдельный мотострелковый батальон;
- 527-й отдельный мотострелковый батальон, командир майор Руслан Водождок;
- 529-й отдельный мотострелковый батальон;
- 558-й отдельный мотострелковый батальон;
- 9-й отдельный танковый батальон;
- 95-й отдельный гаубичный самоходный артиллерийский дивизион;
- 108-й отдельный гаубичный самоходный артиллерийский дивизион;
- 109-й отдельный противотанковый артиллерийский дивизион;
- 110-й отдельный зенитный ракетный дивизион;
- 114-й отдельный зенитный ракетный артиллерийский дивизион;
- батальон связи;
- батальон материального обеспечения;
- разведывательная рота;
- инженерно-сапёрная рота;
- рота химической и бактериологической защиты;
- медицинская рота;
- взвод управления начальника ПВО;
- взвод управления начальника разведки;
- комендантский взвод;
- полигон;
- оркестр.

### Первая чеченская война

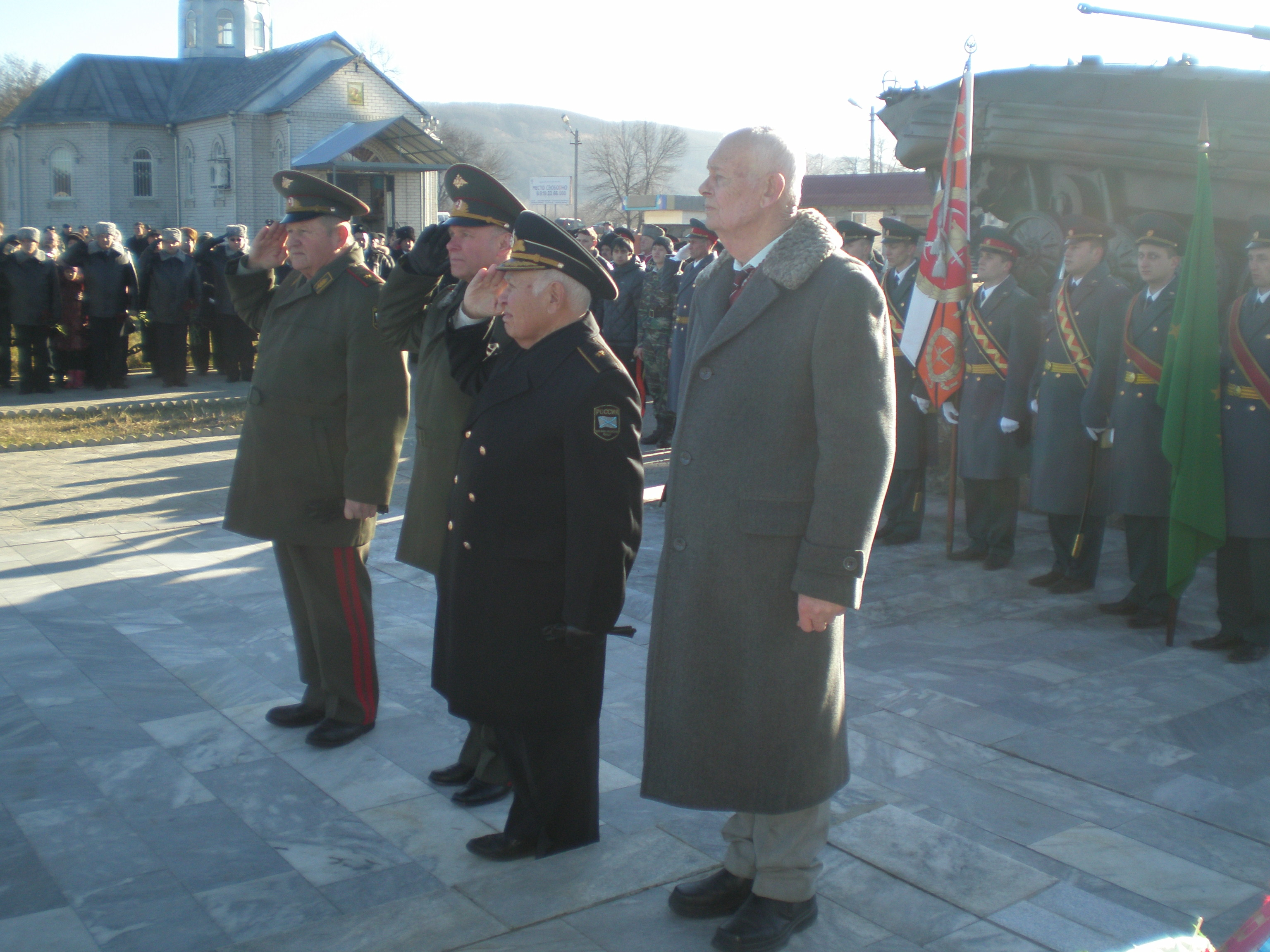
В День памяти погибших в локальных конфликтах у Памятника воинам бригады. Генералы Дорофеев А. А., Колягин Ю. Н., Тхагапсов М. М., Щепин Ю. Ф., Майкоп, 2 января 2013 года

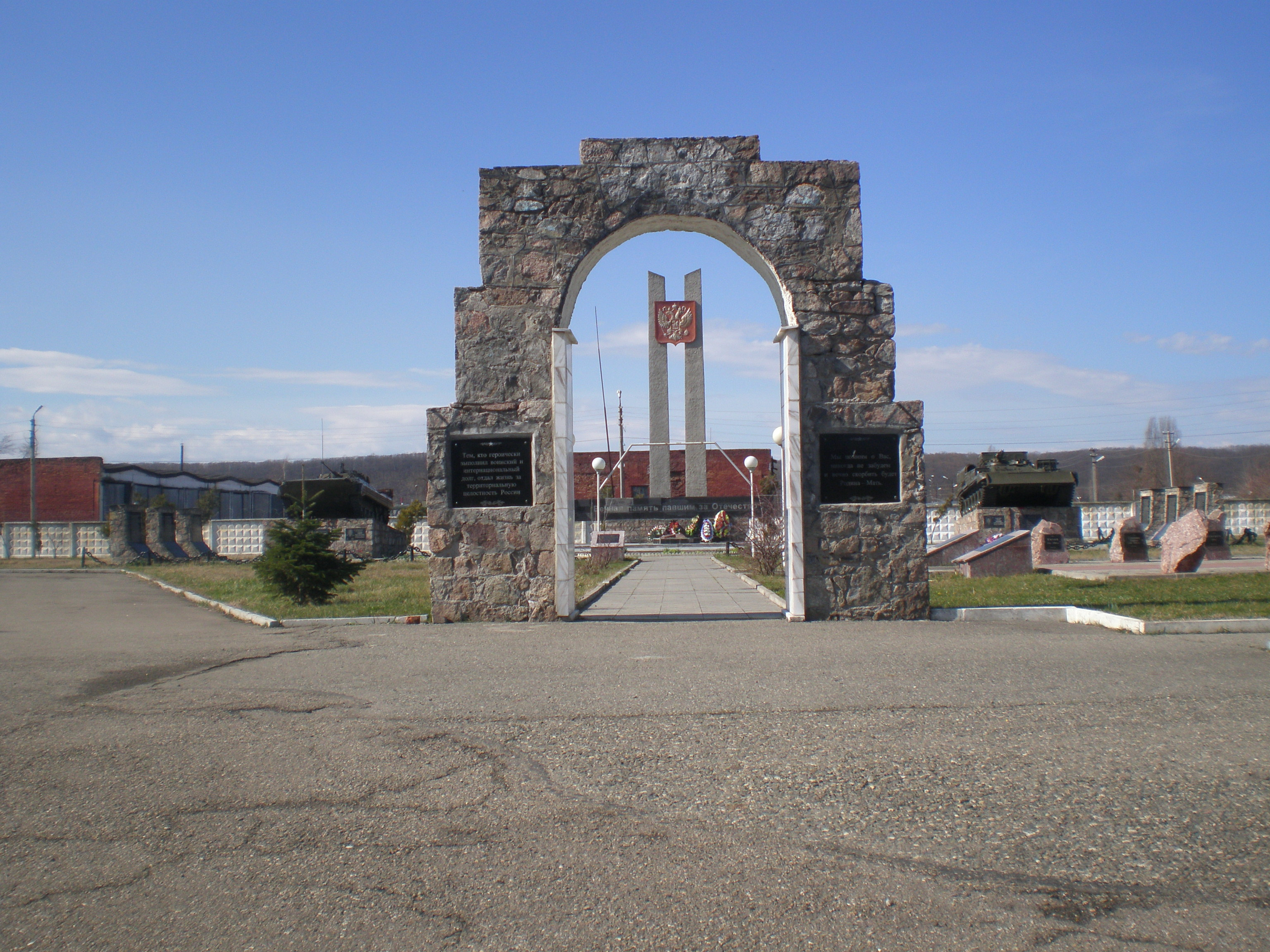
Мемориал воинам, павшим в локальных конфликтах. Майкоп, март 2013. Адыгея

Во время Первой чеченской войны в 1994—1996 гг. 131-я отдельная мотострелковая бригада в начале декабря 1994 года получила приказ прибыть в Чеченскую Республику для операции по разоружению незаконных формирований. По прибытии к месту назначения в районе грозненского аэропорта «Северный» бригада получила задачу занять рубеж по реке Нефтянка и обеспечивать проход в город штурмовых отрядов и других частей северной группировки федеральных войск.
Однако в 11:00 31-го декабря 1994 года генералом К. Б. Пуликовским перед бригадой была поставлена
новая задача — сводным отрядом бригады войти в город и захватить железнодорожный вокзал. Сводный отряд под командованием полковника Ивана Савина вышел к пустующему вокзалу, и к 13:00 31 декабря 1994 года полностью выполнил боевую задачу, соединившись с подразделениями (мотострелковый батальон и танковая рота) 81-го мотострелкового полка. В 19:00 сводный отряд был атакован крупными силами боевиков и продолжал удерживать вокзал в полном окружении, ожидая подкрепления других частей и соединений. В ходе боя подразделения бригады понесли значительные потери: бригада потеряла 157 человек (из них 24 — офицеры бригады). Бригада потеряла 22 танка, 45 БМП, 7 автомобилей и все 6 ЗРПК «Тунгуска» зенитного дивизиона.
В бою погиб командир бригады полковник Иван Савин.
Командующий группировкой федеральных сил в Чечне — генерал-лейтенант Пуликовский:

Для меня особой строкой жизни являются боевые действия на Северном Кавказе и конечно же гибель личного состава 131 отдельной мотострелковой бригады в новогоднюю ночь 1995 года.
Об этом событии сказано немало, но верно одно — бригада оказалась единственным воинским соединением, сумевшим выполнить поставленную задачу при штурме Грозного, хотя аналогичные приказы получили все части, находившиеся на подступах к городу. Личный состав бригады сумел прорвать оборону боевиков и выйти в заданный район, заняв обозначенные позиции близ железнодорожного вокзала. И не их вина, что этого не смогли сделать другие, что им в одиночку пришлось отбивать атаки превосходящих сил противника.
Наряду с рядовыми сражались и погибали офицеры бригады. А руководил этим неравным боем их командир — полковник Иван Алексеевич Савин, который уже будучи тяжело раненным, не оставил своих солдат.
Смерть не разбирает рангов — она делит всех позже: на мёртвых и живых. Но всё-таки, есть одно общее, что объединило их навсегда. Все они, как и положено русскому солдату, выполнили свой долг до конца и отстояли честь российского воинства.
Это признали даже чеченцы…
— К.Б. Пуликовский
Бригадой командовали:
- Первый командир бригады — полковник Чирков, Виктор Петрович.
- полковник И. А. Савин
- полковник В. А. Мулин
- полковник Караогланян А. В.

### Вторая чеченская война
С 11 сентября 1999 года, в ходе объявленной Россией контртеррористической операции 9-й отдельный танковый батальон бригады (далее — «9 отб»), в составе Восточной группировки войск выполнял задачи по уничтожению чеченских сил в районе селения Гамиях Республика Дагестан. До 20 октября 2000 года участвовал в боях за станицы Дубовская, Старогладковская, Старощедринская Шелковского района Чечни. С 30 октября 1999 года по март 2000 года 9 отб, поддерживая 234-й и 119-й парашютно-десантные полки, вёл бои за село Энгель-Юрт, посёлок Новогрозненский, города Гудермес и Шали. Безвозвратных боевых потерь в этот период не было, благодаря высокой подготовке личного состава к боевым действиям и всестороннему обеспечению.
С 1 февраля 2009 года 131-я омсбр переформирована в 7-ю Краснодарскую Краснознамённую, орденов Кутузова и Красной Звезды военную базу.

## Память

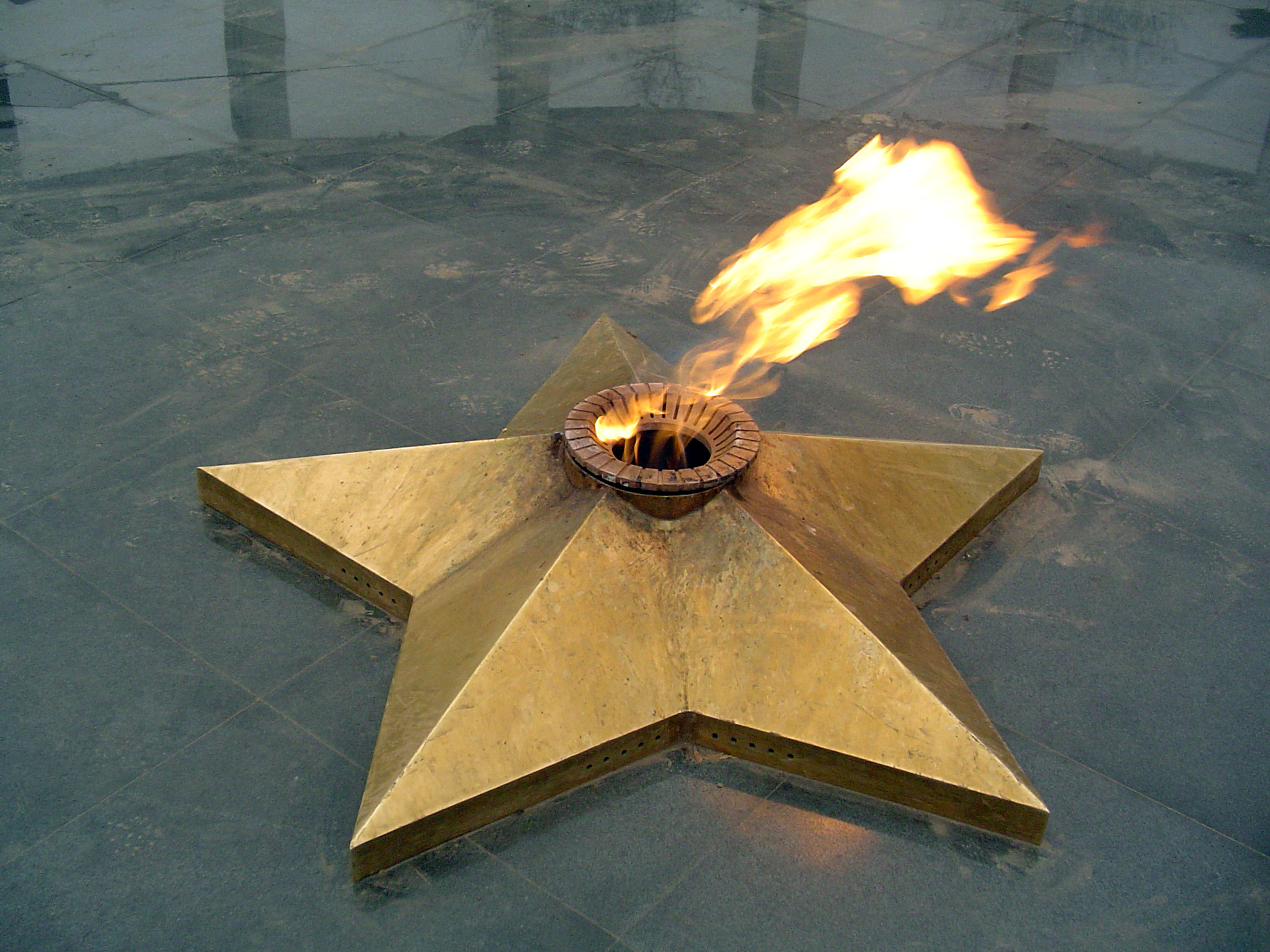
Вечный огонь

В боях в Чеченской Республике погибли 188 военнослужащих бригады.
В Майкопе открыт Мемориал воинам, павшим в локальных конфликтах воинам 131-й отдельной мотострелковой бригады.

 
−	

 
−	

 
−	

 
−	

 
−	

 
−	

 
−	

 
−	

 
−	

 
−	

 
−	

 
−	

 
−	

 
−	

 
−	

 
−	

 
−	

 
−	

 
−	

 
−	

 
−	

 
−	

 
−	

 
−	

 
−	

 
−	

 
−	

 
−	

 
−	

 
−	

 
−	

 
−	

 
−	

 
−	

 
−	

 
−	

 
−	

 
−	

 
−	

 
−	

 
−	

 
−	

 
−	

 
−	

 
−	

 
−	

 
−	

 
−	

 
−	

 
−	

 
−	

 
−	

 
−	

 
−	

 
−	

 
−	

 
−	

 
−	

 
−	

 
−		 
−	

 
−	

 
−	

 
−	

 
−	

 
−	

 
−	

 
−	

 
−	

 
−	

 
−	

 
−	

 
−	

 
−	

 
−	

 
−	

 
−	

 
−	

 
−	

 
−	

 
−	

 
−	

 
−	

 
−	

 
−	

 
−	

 
−	

 
−	

 
−	

 
−	

 
−	

 
−	

 
−	

 
−	

 
−	

 
−	

 
−	

 
−	

 
−	

 
−	

 
−	

 
−	

 
−	

 
−	

 
−	

 
−	

 
−	

 
−	

 
−	

 
−	

 
−	

 
−	

 
−	

 
−	

 
−	

 
−	

 
−	

 
−	

 
−	

 
−	

 
−	

 
−	

 
−	

 
−	

 
−	

 
−	

 
−	

 
−	

 
−	

 
−	

 
−	

 
−	

 
−	

 
−	

 
−	

 
−	

 
−	

 
−	

 
−	

 
−	

 
−	

 
−	

 
−	

 
−	

 
−	

 
−	

 
−	

 
−	

 
−	

 
−	

 
−	

 
−	

 
−	

 
−	

 
−	

 
−	

 
−	

 
−	

 
−	

 
−	

 
−	

 
−	

 
−	

 
−	

 
−	

 
−	

 
−	

 
−	

 
−	

 
−	

 
−	

 
−	

 
−	

 
−	

 
−	

 
−	

 
−	

 
−	

| Кавалеры ордена Мужества (посмертно) | Кавалеры ордена Мужества (посмертно)      | Кавалеры ордена Мужества (посмертно)      | Кавалеры ордена Мужества (посмертно) | Кавалеры ордена Мужества (посмертно)                                              | Кавалеры ордена Мужества (посмертно)                                                           | Кавалеры ордена Мужества (посмертно)                                                 | Кавалеры ордена Мужества (посмертно)                                                   |
| п/п −                                | Фамилия, имя, отчество −                  | Звание −                                  | Должность, часть − | Родился, место рожд. −                                                            | Погиб −                                                                                        | Похоронен −                                                                          | Особые отметки −                                                                       |
| ------------------------------------ | ----------------------------------------- | ----------------------------------------- | --- | --------------------------------------------------------------------------------- | ---------------------------------------------------------------------------------------------- | ------------------------------------------------------------------------------------ | -------------------------------------------------------------------------------------- |
| 1. −                                 | Агарков, Сергей Владимирович −            | Рядовой −                                 | механик-водитель − | 10.08.1975 г. Железноводск Ставропольского края −                                 | Пропал без вести −                                                                             | Решением суда объявлен умершим −                                                     | орден Мужества (посмертно) − −                                                         |
| 2. −                                 | Адодин, Владимир Петрович −               | Лейтенант −                               | командир взвода − | 4.06.1971 ст-ца Дятьковская Кореновский − р-н Краснодарский край −                | 02.01.1995 −                                                                                   | похоронен в родной станице −                                                         | орден Мужества (посмертно) − −                                                         |
| 3. −                                 | Актаев Александр Имангалиевич −           | Рядовой −                                 | стрелок − | 28.06.1975 пос. Кр. Октябрь Среднеахтюбинский р-н Волгогр. обл. −                 | 01.01.1995 −                                                                                   | похоронен в родном посёлке −                                                         | орден Мужества (посмертно) − −                                                         |
| 4. −                                 | Аминов Магомед Гусейнович −               | Рядовой −                                 | мех.-вод. − | 24.07.1975 г. Кизилюрт Дагестан. −                                                | 31.12.1995 −                                                                                   | похоронен с. Кокрек Хасавюртовский р-н Дагестан −                                    | орден Мужества (посмертно) − − −                                                       |
| 5. −                                 | Антонов Олег Владимирович −               | Старший лейтенант −                       | ком.взвода − | 02.11.1969 г. Тетри-Цкаро Грузия −                                                | 02.01.1995 −                                                                                   | похоронен пос. Ипатово,Ипатовский р-н Ставр. край −                                  | орден Мужества (посмертно) − −                                                         |
| 6. −                                 | Абуков Вячеслав Хамидбиевич −             | Рядовой −                                 | гранатомётчик − | 12.11.1975 с. Атажукино Кабардино-Балкария −                                      | 02.01.1995 −                                                                                   | похоронен на Родине −                                                                | орден Мужества (посмертно) − −                                                         |
| 7. −                                 | Апасов, Виталий Иванович −                | Капитан −                                 | командир 4-й мср − | 05.10.1970 г. Майкоп Адыгея −                                                     | 01.01.1995 пропал без вести −                                                                  | объявлен судом умершим −                                                             | 2 ордена Мужества (один посмертно) − −                                                 |
| 8. −                                 | Астанин Александр Владимирович −          | младший сержант −                         | − | 11.08.1975 пос. Богандинский Тюменского р-на Тюменская обл. −                     | 01.01.1995 г. Грозный −                                                                        | похоронен на Родине −                                                                | орден Мужества (посмертно) − −                                                         |
| 9. −                                 | Асеев, Александр Александрович −          | Рядовой −                                 | мех.-водитель − | 07.06.1976 ст-ца Гиагинская Гиагинского р-на Адыгея −                             | 01.01.1995 −                                                                                   | похоронен на Родине −                                                                | орден Мужества (посмертно) − −                                                         |
| 10 −                                 | Аскеров Феликс Аллахвердиевич −           | Рядовой −                                 | гранатомётчик − | 21.12.1975 с. Хнов Ахтынский р-а Дагестан −                                       | 01.01.1995 −                                                                                   | похоронен на Родине −                                                                | орден Мужества (посмертно) − −                                                         |
| 11 −                                 | Атабиев Залим Григорьевич −               | Старший сержант −                         | снайпер − | 16.08.1973 г. Нальчик Каб.-Балк. −                                                | пропал без вести 08.02.1996 −                                                                  | объявлен судом умершим −                                                             | орден Мужества (посмертно) − −                                                         |
| 12 −                                 | Афанасьев Алексей Борисович −             | Рядовой −                                 | − | −                                                                                 | −                                                                                              | −                                                                                    | орден Мужества (посмертно) − −                                                         |
| 13 −                                 | Балтийский, Юрий Станиславович −          | Старшина −                                | − | −                                                                                 | −                                                                                              | −                                                                                    | орден Мужества (посмертно) − −                                                         |
| 14 −                                 | Барсов Александр Станиславович −          | Сержант −                                 | − | −                                                                                 | −                                                                                              | −                                                                                    | орден Мужества (посмертно) − −                                                         |
| 15 −                                 | Безусько, Георгий Викторович −            | Рядовой −                                 | гранатомётчик 4-я мср 2 мсб − | пос. Каменномостский Майкопский район Адыгея −                                    | 01.01.1995 г. Грозный −                                                                        | похоронен в родном посёлке Каменномостский −                                         | орден Мужества (посмертно) − −                                                         |
| 16 −                                 | Белазарович Алексей Владимирович −        | Рядовой −                                 | − | −                                                                                 | −                                                                                              | −                                                                                    | орден Мужества (посмертно) − −                                                         |
| 17 −                                 | Божко, Сергей Николаевич −                | Старший лейтенант −                       | заместитель комроты − | −                                                                                 | −                                                                                              | −                                                                                    | орден Мужества (посмертно) − −                                                         |
| 18 −                                 | Бондаренко Андрей Александрович −         | Майор −                                   | зам командира 529-го ммсб (на бмп) 131-й омсбр −                                                                                                  | Род. в 1963 году в г. Орджоникидзе −                                              | Погиб в бою при взятии н.п.Бамут Чеченской Республики −                                        | похоронен на сельском кладбище совхоза № 8 Майкопского района Республики Адыгеи −    | орден Мужества (посмертно),орден За военные заслуги (посмертно), медаль Суворова − −   |
| 19 −                                 | Бостанов Ислам Мухатдинович −             | Рядовой −                                 | − | −                                                                                 | −                                                                                              | −                                                                                    | орден Мужества (посмертно) − −                                                         |
| 20 −                                 | Букин Владимир Алексеевич −               | Ефрейтор −                                | мех.-водитель − | −                                                                                 | −                                                                                              | −                                                                                    | орден Мужества (посмертно) − медаль «За отвагу» −                                      |
| 21 −                                 | Булахов, Виктор Васильевич −              | Майор −                                   | зам ком. зенитного дивизиона по вооружению − | 1959 г. Харьков −                                                                 | 02.01.1995 г. Грозный −                                                                        | похоронен г. Полтава Украина −                                                       | орден Мужества (посмертно) − −                                                         |
| 22 −                                 | Бурховцев Виталий Борисович −             | Рядовой −                                 | − | −                                                                                 | −                                                                                              | −                                                                                    | орден Мужества (посмертно) − −                                                         |
| 23 −                                 | Василенко Николай Николаевич −            | Рядовой −                                 | − | −                                                                                 | 11.06.1996 −                                                                                   | −                                                                                    | орден Мужества (посмертно) − −                                                         |
| 24 −                                 | Гаврик Александр Владимирович −           | Рядовой −                                 | − | −                                                                                 | −                                                                                              | −                                                                                    | орден Мужества (посмертно) − −                                                         |
| 25 −                                 | Гадзиев Олег Казбекович −                 | Рядовой −                                 | − | −                                                                                 | −                                                                                              | −                                                                                    | орден Мужества (посмертно) − −                                                         |
| 26 −                                 | Гасанов Курбан Гаджиусманович −           | Рядовой −                                 | − | −                                                                                 | −                                                                                              | −                                                                                    | орден Мужества (посмертно) − −                                                         |
| 27 −                                 | Гафитулин Алексей Валерьевич −            | Рядовой −                                 | снайпер мср 526 омсб − | 1980 с. Хвастовичи Калужская область −                                            | 22.08.1999 Ботлих Дагестан −                                                                   | с. Хвастовичи −                                                                      | орден Мужества (посмертно) − −                                                         |
| 28 −                                 | Генералов Иван Павлович −                 | Рядовой −                                 | оператор-наводчик БМП-2 − | с Дивноморское г. Геленджик Краснодарский край −                                  | 27.02.1996 −                                                                                   | с Дивноморское г. Геленджик Краснодарский край −                                     | орден Мужества (посмертно) − −                                                         |
| 29 −                                 | Гетман Александр Викторович −             | Рядовой −                                 | оператор-наводчик БМП-2, мех-вод − | с Новопавловка Белоглинный район Краснодарский край −                             | 1.01.1995 −                                                                                    | 4.6.1995 кладбище Адлера −                                                           | орден Мужества (посмертно) − −                                                         |
| 30 −                                 | Гладких Андрей Владимирович −             | Сержант −                                 | командир отделения в.ч. 66431 − | пос Каменномостский Майкопский район Адыгея −                                     | 1.1.1995 Грозный −                                                                             | новое кладбище Майкопа −                                                             | орден Мужества (посмертно) − −                                                         |
| 31 −                                 | Гоголев, Владимир Николаевич −            | Майор −                                   | − | −                                                                                 | 02.01.1995 г. Грозный −                                                                        | −                                                                                    | орден Мужества (посмертно) − −                                                         |
| 32 −                                 | Голиков Юрий −                            | Рядовой −                                 | − | −                                                                                 | −                                                                                              | −                                                                                    | орден Мужества (посмертно) − −                                                         |
| 33 −                                 | Гопиенко, Николай Витальевич −            | Старший прапорщик −                       | командир технического взвода 9-го отб 131 омсбр −                                                                                                 | −                                                                                 | −                                                                                              | −                                                                                    | орден Мужества (посмертно) − −                                                         |
| 34 −                                 | Горбань Андрей Анатольевич −              | рядовой −                                 | пулемётчик 3-й мср 1-го мсб 131 омсбр − | −                                                                                 | −                                                                                              | −                                                                                    | орден Мужества (посмертно) − −                                                         |
| 35 −                                 | Горбаконев Алексей Алексеевич −           | Рядовой −                                 | − | −                                                                                 | −                                                                                              | −                                                                                    | орден Мужества (посмертно) − −                                                         |
| 36 −                                 | Грац Алексей Юрьевич −                    | Младший сержант −                         | − | −                                                                                 | −                                                                                              | −                                                                                    | орден Мужества (посмертно) − −                                                         |
| 37 −                                 | Гринченко, Сергей Анатольевич −           | Старший лейтенант −                       | − | −                                                                                 | −                                                                                              | −                                                                                    | орден Мужества (посмертно) − − −                                                       |
| 38 −                                 | Гужбин, Сергей Евгеньевич −               | Старший лейтенант −                       | − | −                                                                                 | −                                                                                              | −                                                                                    | орден Мужества (посмертно) − − −                                                       |
| 39 −                                 | Гуща, Сергей Григорьевич −                | Лейтенант −                               | − | −                                                                                 | 02.01.1995 г. Грозный −                                                                        | −                                                                                    | орден Мужества (посмертно) − − −                                                       |
| 40 −                                 | Дзюров, Андрей Владимирович −             | Старший сержант контрактной службы −      | замкомвзвод зенитно-артиллерийской батареи − | 1968 г. Майкоп −                                                                  | 29.11.2000 Ханкала −                                                                           | новое кладбище Майкопа −                                                             | орден Мужества (посмертно) −                                                           |
| 41 −                                 | Докаев Александр −                        | Рядовой −                                 | − | −                                                                                 | −                                                                                              | −                                                                                    | орден Мужества (посмертно) − −                                                         |
| 42 −                                 | Долбанос Алексей −                        | Младший сержант −                         | − | −                                                                                 | −                                                                                              | −                                                                                    | орден Мужества (посмертно) − − −                                                       |
| 43 −                                 | Диденко Дмитрий −                         | Рядовой −                                 | − | −                                                                                 | −                                                                                              | −                                                                                    | орден Мужества (посмертно) − −                                                         |
| 44 −                                 | Диковицкий Алексей −                      | Рядовой −                                 | − | −                                                                                 | −                                                                                              | −                                                                                    | орден Мужества (посмертно) −                                                           |
| 45 −                                 | Другов, Александр Павлович −              | Старший лейтенант −                       | командир взвода 3 мсб − | −                                                                                 | −                                                                                              | −                                                                                    | орден Мужества (посмертно) − − − −                                                     |
| 46 −                                 | Дудырев Павел −                           | Рядовой −                                 | наводчик-оператор танка Т-72А № 517 1 тр тб − | 21 июля 1975 года в городе Ижевске. Удмуртская АССР −                             | Пропал без вести 31 декабря 1994 года на улице Богдана Хмельницкого у школы № 7 г. Грозного. − | Опознан и похоронен на Богородском кладбище Ногинского района Московской области −   | орден Мужества (посмертно) − −                                                         |
| 47 −                                 | Дядькин Андрей −                          | Рядовой −                                 | − | −                                                                                 | −                                                                                              | −                                                                                    | орден Мужества (посмертно) −                                                           |
| 48 −                                 | Елисеев, Владимир Викторович −            | Лейтенант −                               | − | −                                                                                 | −                                                                                              | −                                                                                    | орден Мужества (посмертно) − − −                                                       |
| 49 −                                 | Елфимов Алексей −                         | Рядовой −                                 | − | −                                                                                 | −                                                                                              | −                                                                                    | орден Мужества (посмертно) − −                                                         |
| 50 −                                 | Ефремов Денис −                           | Младший сержант −                         | − | −                                                                                 | −                                                                                              | −                                                                                    | орден Мужества (посмертно) − −                                                         |
| 51 −                                 | Забельников, Олег Николаевич −            | Старший лейтенант −                       | − | −                                                                                 | −                                                                                              | −                                                                                    | орден Мужества (посмертно) − − − −                                                     |
| 52 −                                 | Заплаткин Игорь −                         | Младший сержант −                         | − | −                                                                                 | −                                                                                              | −                                                                                    | орден Мужества (посмертно) − − − −                                                     |
| 53 −                                 | Зацарный Константин −                     | Рядовой −                                 | − | −                                                                                 | −                                                                                              | −                                                                                    | орден Мужества (посмертно) − −                                                         |
| 54 −                                 | Зановьев Сергей −                         | Рядовой −                                 | − | −                                                                                 | −                                                                                              | −                                                                                    | орден Мужества (посмертно) − −                                                         |
| 55 −                                 | Золотов Александр Викторович −            | Рядовой −                                 | ст. наводчик − | 26.02.1975 г. Волгоград −                                                         | погиб 1.01.1995 −                                                                              | Похоронен г. Волгоград,Краснооктябрьское кладбище −                                  | орден Мужества (посмертно) − −                                                         |
| 56 −                                 | Зуев Александр Петрович −                 | Старший сержант −                         | наводчик − | 26.12.74 с. Новый Кондаль Рудянский р-н,Волгоградская обл. −                      | погиб 1.01.1995. г. Грозный −                                                                  | похоронен г. Жирновка Волгоградская область −                                        | орден Мужества (посмертно) −                                                           |
| 57 −                                 | Зуев Андрей Александрович −               | Рядовой −                                 | наводчик-оператор − | 26.08.1975 пос. Большевик Еланский р-н Волгограрская обл. −                       | погиб 1.01.1995в г. Грозный −                                                                  | похоронен на Родине −                                                                | орден Мужества (посмертно) − − − −                                                     |
| 58 −                                 | Иванченко Александр ? −                   | Рядовой −                                 | − | −                                                                                 | −                                                                                              | −                                                                                    | орден Мужества (посмертно) −                                                           |
| 59 −                                 | Игнатов Анатолий Викторович −             | Рядовой −                                 | наводчик − | 21.01.1975 ст-ца Арчединская Михайловский район Волгоградская область −           | 31.12.1994 −                                                                                   | похоронен на Родине −                                                                | орден Мужества (посмертно) − −                                                         |
| 60 −                                 | Игошев Юрий Анатольевич −                 | Рядовой −                                 | стрелок- пом. гранатомётчика − | 03.03.1963 с. Новорождественкое Лысьевенский р-н. Пермская область −              | погиб 19.06.1996 −                                                                             | похоронен с. Ванновское Тбилисский р-н −                                             | орден Мужества (посмертно) −                                                           |
| 61 −                                 | Ильгов Сергей Александрович −             | Рядовой −                                 | мех-водитель − | 19.12.1975 пос Каменоломни Октябрьский р-н Ростовская обл. −                      | 1.02.1996 −                                                                                    | г. Миллерово −                                                                       | орден Мужества (посмертно) − −                                                         |
| 62 −                                 | Исаев, Иван Вячеславович −                | Сержант −                                 | наводчик орудия танка отб 131 омсбр − | с. Кошки Алексеевского района Республика Татарстан −                              | погиб 1 января 1995 в бою за вж/д вокзал г. Грозный −                                          | с. Кошки Алексеевский район Республика Татарстан −                                   | орден Мужества (посмертно),его именем названа СОШ в с Кошки −                          |
| 63 −                                 | Казанчев, Григорий Валерьевич − −         | Старший лейтенант −                       | − | −                                                                                 | −                                                                                              | −                                                                                    | орден Мужества (посмертно) пропал без вести −                                          |
| 64 −                                 | Каламбет, Николай Михайлович −            | Старший лейтенант −                       | − | −                                                                                 | −                                                                                              | −                                                                                    | орден Мужества (посмертно) − − − −                                                     |
| 65 −                                 | Картаполов Алексей −                      | Рядовой −                                 | − | −                                                                                 | −                                                                                              | −                                                                                    | орден Мужества (посмертно) − −                                                         |
| 66 −                                 | Касумов Рафаэль −                         | Рядовой −                                 | − | −                                                                                 | −                                                                                              | −                                                                                    | орден Мужества (посмертно) − −                                                         |
| 67 −                                 | Клыков Александр −                        | Рядовой − −                               | − | −                                                                                 | −                                                                                              | −                                                                                    | орден Мужества (посмертно) −                                                           |
| 68 −                                 | Кобелев Алексей − −                       | Рядовой − −                               | − | −                                                                                 | −                                                                                              | −                                                                                    | орден Мужества (посмертно) −                                                           |
| 69 −                                 | Коваленко Игорь −                         | Рядовой −                                 | − | −                                                                                 | −                                                                                              | −                                                                                    | орден Мужества (посмертно) − −                                                         |
| 70 −                                 | Коваленко Сергей Владимирович −           | Капитан −                                 | − | −                                                                                 | −                                                                                              | −                                                                                    | орден Мужества (посмертно) − −                                                         |
| 71 −                                 | Компанец Данил −                          | Рядовой −                                 | − | −                                                                                 | −                                                                                              | −                                                                                    | орден Мужества (посмертно) − −                                                         |
| 72 −                                 | Кондратенко Игорь −                       | Сержант −                                 | − | −                                                                                 | −                                                                                              | −                                                                                    | орден Мужества (посмертно) − −                                                         |
| 73 −                                 | Козлов, Валерий Михайлович −              | Старший лейтенант −                       | − | −                                                                                 | −                                                                                              | −                                                                                    | орден Мужества (посмертно) − − − −                                                     |
| 74 −                                 | Коровин Александр −                       | Ефрейтор −                                | − | −                                                                                 | −                                                                                              | −                                                                                    | орден Мужества (посмертно) − − −                                                       |
| 75 −                                 | Короткий Владимир −                       | Рядовой −                                 | − | −                                                                                 | −                                                                                              | −                                                                                    | орден Мужества (посмертно) − −                                                         |
| 76 −                                 | Косенков Сергей Николаевич −              | Рядовой −                                 | − | −                                                                                 | −                                                                                              | −                                                                                    | орден Мужества (посмертно) − −                                                         |
| 77 −                                 | Котелевский Николай Алексеевич −          | Рядовой −                                 | − | −                                                                                 | −                                                                                              | −                                                                                    | орден Мужества (посмертно) − −                                                         |
| 78 −                                 | Кочетков Николай Александрович −          | Ефрейтор −                                | − | −                                                                                 | −                                                                                              | −                                                                                    | орден Мужества (посмертно) − −                                                         |
| 79 −                                 | Кравченко Владимир Николаевич −           | Младший сержант −                         | − | −                                                                                 | −                                                                                              | −                                                                                    | орден Мужества (посмертно) − −                                                         |
| 80 −                                 | Крайнюков, Дмитрий Николаевич −           | Старший лейтенант −                       | − | −                                                                                 | −                                                                                              | −                                                                                    | орден Мужества (посмертно) − − −                                                       |
| 81 −                                 | Кудрин Сергей Николаевич −                | Сержант −                                 | − | −                                                                                 | −                                                                                              | −                                                                                    | орден Мужества (посмертно) − −                                                         |
| 82 −                                 | Кузнецов, Анатолий Анатольевич −          | Капитан −                                 | − | −                                                                                 | −                                                                                              | −                                                                                    | орден Мужества (посмертно) − −                                                         |
| −                                    | Лазарев Евгений Анатольевич −             | Рядовой −                                 | − | −                                                                                 | −                                                                                              | −                                                                                    | орден Мужества (посмертно) − −                                                         |
| 83 −                                 | Леонтьев, Юрий Васильевич −               | Капитан −                                 | − | −                                                                                 | 1.1.1995 −                                                                                     | −                                                                                    | орден Мужества (посмертно) − −                                                         |
| 84 −                                 | Лесных Игорь Владимирович −               | Рядовой −                                 | Механик-водитель − | 09.09.1975 г. Камень-на-Оби Алтайский край −                                      | 01.01.1995 пропал без вести. −                                                                 | Опознан и похоронен на Родине −                                                      | орден Мужества (посмертно) − −                                                         |
| 85 −                                 | Литвинчук Дмитрий −                       | Рядовой −                                 | − | −                                                                                 | 01.01.1995 −                                                                                   | −                                                                                    | орден Мужества (посмертно) − −                                                         |
| 86 −                                 | Ложкин, Алексей Васильевич −              | Прапорщик −                               | техник − | 09.08.1964 г. Майкоп Адыгейская АО −                                              | 1.01.1995 пропал вез вести в г. Грозный −                                                      | Решением Майкопского городского суда Республики Адыгеи объявлен умершим −            | орден Мужества (посмертно) пропал без вести −                                          |
| 87 −                                 | Лунёв, Константин Владимирович −          | Капитан −                                 | командир батареи 2-го гсадн 131 омсбр − | 07.12.1966 в г. Армавир Краснодарского края −                                     | 2.01.1995 −                                                                                    | в г. Армавир Краснодарского края −                                                   | орден Мужества (посмертно) − −                                                         |
| 88 −                                 | Любимкин Евгений Михайлович −             | рядовой −                                 | − | −                                                                                 | −                                                                                              | −                                                                                    | орден Мужества (посмертно) −                                                           |
| 89 −                                 | Лютый Алексей Георгиевич −                | Рядовой −                                 | старший разведчик − | 13.11.1975 г. Азов. Ростовской обл. −                                             | погиб 1.1.1995 −                                                                               | Похоронен в Азове −                                                                  | орден Мужества (посмертно) − −                                                         |
| 90 −                                 | Малышев Алексей Михайлович −              | Рядовой −                                 | наводчик − | 2.5.1959 в г. Орск −                                                              | Погиб 10.8.1996 −                                                                              | Похоронен на Богородском кладбище Ногинского р-на Моск. обл. −                       | орден Мужества (посмертно) − −                                                         |
| 91 −                                 | Марянин Сергей Петрович −                 | Рядовой −                                 | гранатомётчик − | 27.11.1975 в станице Обливская, Обливского р-на Ростовской обл. −                 | погиб 1.1.1995 −                                                                               | похоронен в родной станице −                                                         | орден Мужества (посмертно) − −                                                         |
| 92 −                                 | Махлай Александр Николаевич −             | Рядовой −                                 | − | −                                                                                 | −                                                                                              | −                                                                                    | орден Мужества (посмертно) − −                                                         |
| 93 −                                 | Машаков Алимхан Абдуллаевич −             | Рядовой −                                 | механик-водитель 9-й тр − | 6.6.1974 с. Кара-Су Ногайского р-на Даг. АССР −                                   | Пропал вез вести. −                                                                            | Решением Майкопского гарн. воен. суда объявлен умершим. −                            | орден Мужества (посмертно) − −                                                         |
| 94 −                                 | Мезенцев Сергей Александрович −           | Рядовой −                                 | механик-водитель − | 31.5.1975 ст-ца Должанская Ейского р-на Краснодарского края −                     | погиб 13.4.1995 −                                                                              | −                                                                                    | орден Мужества (посмертно) − −                                                         |
| 95 −                                 | Мелихов, Вячеслав Владимирович −          | Старший лейтенант −                       | зам. командира роты − | 10.01.1971 пос. Билимбай г. Первоуральск Свердловская область −                   | 1.01.1995 в грозном −                                                                          | похоронен в пос. Тульский Майкопского района Республики Адыгеи −                     | орден Мужества (посмертно) − − −                                                       |
| 96 −                                 | Михалевич Владимир Петрович −             | рядовой −                                 | водитель − | 17.11.1975 пос. Садовый Багаевского р-на Ростовской обл. −                        | 28.4.1995 −                                                                                    | похоронен в хут. Красный Багаевского р-на −                                          | орден Мужества (посмертно) −                                                           |
| 97 −                                 | Мошняков Александр Юрьевич −              | Рядовой −                                 | гранатомётчик − | 12.12.1975 г Волжский Волгоградской обл. −                                        | 2.1.1995 −                                                                                     | Ново-Макарьевское кладбище г. Кирова −                                               | орден Мужества (посмертно) − −                                                         |
| 98 −                                 | Муравьёв Дмитрий Николаевич −             | Рядовой −                                 | Механик-водитель − | 1.3.1974 г. Углич Ярославской области −                                           | 1.1.1995 −                                                                                     | похоронен в Угличе −                                                                 | орден Мужества (посмертно) − −                                                         |
| 99 −                                 | Мутаев Игорь Юрьевич −                    | Рядовой −                                 | мехеник-водитель − | 20.11.1976 г. Каспийск Даг. АССР −                                                | 23.2.1996 −                                                                                    | похоронен в Кизляре −                                                                | орден Мужества (посмертно) − −                                                         |
| 100 −                                | Мухаев Андрей Александрович −             | Рядовой −                                 | механик-водитель − | 4.2.1974 пос. Каргаполье Курганинской обл. −                                      | 1.1.1995 −                                                                                     | похоронен в Тюмени −                                                                 | орден Мужества (посмертно) − −                                                         |
| 101 −                                | Набиев Вячеслав Джафарович −              | Рядовой −                                 | − | −                                                                                 | 1 января 1995 г. Грозный −                                                                     | −                                                                                    | орден Мужества (посмертно) − −                                                         |
| 102 −                                | Николюкин Вадим −                         | Рядовой −                                 | − | −                                                                                 | −                                                                                              | −                                                                                    | орден Мужества (посмертно) − −                                                         |
| 103 −                                | Низяев Алексей Владимирович −             | Старший сержант −                         | − | −                                                                                 | 1 января 1995 г. Грозный −                                                                     | −                                                                                    | орден Мужества (посмертно) − − −                                                       |
| 104 −                                | Новиков Сергей Анатольевич −              | Рядовой −                                 | − | −                                                                                 | 1 января 1995 г. Грозный −                                                                     | −                                                                                    | орден Мужества (посмертно) − −                                                         |
| 105 −                                | Оганесян Завен Михайлович −               | Рядовой −                                 | − | −                                                                                 | 1 января 1995 г. Грозный −                                                                     | −                                                                                    | орден Мужества (посмертно) − −                                                         |
| 106 −                                | Оноприенко, Андрей Анатольевич −          | Лейтенант −                               | командир гранатомётного взвода 2 мсб 131 омсбр −                                                                                                  | 1972 Дрезден ГДР −                                                                | 1 января 1995 г. Грозный −                                                                     | похоронен на кладбище г. Майкоп −                                                    | орден Мужества (посмертно) − −                                                         |
| 107 −                                | Осокин, Евгений Анатольевич −             | лейтенант −                               | командир мсв 529 омсб 131 омсбр − | 14.2.1974 в г. Новочеркасск Ростовской обл. −                                     | 24.3.1996 в р-не Ножай-Юрт Чечен. Респ. −                                                      | г. Майкоп. На Аллее Славы −                                                          | Герой Российской Федерации, орден Мужества (посмертно) − −                             |
| 108 −                                | Петриченко Дмитрий Евгеньевич −           | рядовой −                                 | − | −                                                                                 | 1 января 1995 г. Грозный −                                                                     | −                                                                                    | орден Мужества (посмертно) −                                                           |
| 109 −                                | Петров, Николай Александрович (военный) − | Майор −                                   | заместитель командира 1-го горного мотострелкового батальона по вооружению 131-й отдельной мотострелковой бригады 67-го армейского корпуса СКВО − | род. 12.08.1955 г. в хут. Краснюков Зерноградского р-на Ростовской обл. −         | 13.1.1995 −                                                                                    | Похоронен в родном хуторе Краснюков Зерноградского р-на Ростовской обл. −            | орден Мужества (посмертно) − −                                                         |
| 120 −                                | Петроченков Алексей Александрович −       | Рядовой −                                 | − | −                                                                                 | 1.01.1995 Г. Грозный −                                                                         | −                                                                                    | орден Мужества (посмертно) −                                                           |
| 121 −                                | Петухов Геннадий Владимирович −           | Сержант −                                 | − | −                                                                                 | −                                                                                              | −                                                                                    | орден Мужества (посмертно) − −                                                         |
| 122 −                                | Пешков, Александр Дмитриевич −            | Майор медицинской службы −                | начальник медицинской службы 131 омсб − | род. 04.09.1955 г. в г. Курск. −                                                  | 1.01.1995 г. Грозный −                                                                         | Похоронен в пос. Тульский Майкопского района Республики Адыгеи. −                    | орден Мужества (посмертно) − −                                                         |
| 123 −                                | Пивоваров Владислав Викторович −          | Сержант −                                 | − | −                                                                                 | −                                                                                              | −                                                                                    | орден Мужества (посмертно) − −                                                         |
| 124 −                                | Пискижев, Пётр Прокофьевич −              | Полковник −                               | зам. командира бригады по тылу − | 10.01.1953 дер. Кледевичи Горецкого р-на Могилёвской обл. БССР −                  | 02.01.1995 г. Грозный −                                                                        | дер. Кледевичи Горецкого р-на Могилёвской обл. Беларусь −                            | Орден Мужества (посмертно) −                                                           |
| 125 −                                | Пиха, Николай Иванович −                  | Полковник −                               | зам. командира бригады по вооружению − | 11.05.1950 с. Малые Крушлиницы Винницкого р-на Виницкая обл. Украина −            | 02.01.1995 г. Грозный −                                                                        | Похоронен в родном селе Малые Крушлиницы −                                           | орден Мужества (посмертно) − −                                                         |
| 126 −                                | Платонов Виктор Алексеевич −              | Рядовой −                                 | − | −                                                                                 | −                                                                                              | −                                                                                    | орден Мужества (посмертно) − −                                                         |
| 127 −                                | Плетнёв Роман Михайлович −                | Рядовой −                                 | − | −                                                                                 | −                                                                                              | −                                                                                    | орден Мужества (посмертно) − −                                                         |
| 128 −                                | Подмарёв Алексей Владимирович −           | Рядовой −                                 | − | −                                                                                 | −                                                                                              | −                                                                                    | орден Мужества (посмертно) − −                                                         |
| 129 −                                | Поляков Александр Владимирович −          | Сержант −                                 | − | −                                                                                 | 1.01.1995 г. Грозный −                                                                         | −                                                                                    | орден Мужества (посмертно) −                                                           |
| 130 −                                | Поляков, Вячеслав Алексеевич −            | майор мед. службы, −                      | нач. операционно-перевязочного отделения медроты 131 омсбр −                                                                                      | род. в 1954 г. в станице Абазеховская Майкопского района Адыгейской АО. −         | −                                                                                              | −                                                                                    | орден Мужества (посмертно) − −                                                         |
| 131 −                                | Попов Алексей −                           | Рядовой −                                 | − | −                                                                                 | −                                                                                              | −                                                                                    | орден Мужества (посмертно) − −                                                         |
| 132 −                                | Прокудин Дмитрий −                        | Ефрейтор −                                | − | −                                                                                 | −                                                                                              | −                                                                                    | орден Мужества (посмертно) − − −                                                       |
| 133 −                                | Постолаки Владимир Ильич −                | рядовой −                                 | водитель БМП − | 19.11.1974 −                                                                      | −                                                                                              | Омск −                                                                               | орден мужества, и отваги (посмертно) −                                                 |
| 134 −                                | Пуликовский, Алексей Константинович −     | Старший лейтенант −                       | − | −                                                                                 | −                                                                                              | −                                                                                    | Орден Мужества (посмертно) − −                                                         |
| 135 −                                | Ракович Андрей −                          | Рядовой −                                 | − | −                                                                                 | −                                                                                              | −                                                                                    | орден Мужества (посмертно) − −                                                         |
| 136 −                                | Рагиев Асван −                            | Рядовой −                                 | − | −                                                                                 | −                                                                                              | −                                                                                    | орден Мужества (посмертно) − −                                                         |
| 137 −                                | Рахмедов Рамиль −                         | Рядовой −                                 | − | −                                                                                 | −                                                                                              | −                                                                                    | орден Мужества (посмертно) − −                                                         |
| 138 −                                | Раюшкин Алексей −                         | Рядовой −                                 | − | −                                                                                 | −                                                                                              | −                                                                                    | орден Мужества (посмертно) −                                                           |
| 139 −                                | Рейтер Андрей −                           | Рядовой −                                 | − | −                                                                                 | −                                                                                              | −                                                                                    | орден Мужества (посмертно) − −                                                         |
| 140 −                                | Рузеник Алексей −                         | Рядовой −                                 | − | −                                                                                 | −                                                                                              | −                                                                                    | орден Мужества (посмертно) −                                                           |
| 141 −                                | Рыков Андрей −                            | Рядовой −                                 | − | −                                                                                 | −                                                                                              | −                                                                                    | орден Мужества (посмертно) −                                                           |
| 142 −                                | Савин, Иван Алексеевич −                  | полковник −                               | командир 131-й омсбр в/ч 09332 − | 24.04.1953 г.в с. Архангельское Будёновкого р-на Ставропольского края −           | г. Грозный 2.1.1995 −                                                                          | в с. Будёновское −                                                                   | Герой Российской федерацииорден Мужества (посмертно) − − −                             |
| 143 −                                | Самородин Александр −                     | Рядовой −                                 | − | −                                                                                 | −                                                                                              | −                                                                                    | Орден Мужества (посмертно) −                                                           |
| 144 −                                | Сащенко, Евгений Константинович −         | начальник артиллерии 9-й мсд, 131 омсбр − | Пархим, Германия, ГСВГ, СССР − | Грозный Чечня, Россия −                                                           | решением военного суда от 22.03.2021 признан погибшим −                                        | орден Мужества (посмертно) −                                                         |                                                                                        |
| 145 −                                | Саюстов Константин Анатольевич −          | Рядовой −                                 | − | −                                                                                 | −                                                                                              | −                                                                                    | орден Мужества (посмертно) −                                                           |
| 146 −                                | Ситдиков Нур Мандигалеевич −              | Рядовой −                                 | − | −                                                                                 | −                                                                                              | −                                                                                    | орден Мужества (посмертно) − − −                                                       |
| 147 −                                | Сидоренко Александр Леонидович −          | Младший сержант −                         | ст. разведчик − | 25.07.1975 в г. Тюмень −                                                          | 1.01.1995 пропал б/в −                                                                         | опознан. похоронен в Тюмени −                                                        | орден Мужества (посмертно) − −                                                         |
| 148 −                                | Силицкий Андрей Казимирович −             | Рядовой −                                 | − | −                                                                                 | −                                                                                              | −                                                                                    | орден Мужества (посмертно) − − −                                                       |
| 150 −                                | Ситников Александр Евгеньевич −           | Младший сержант −                         | − | −                                                                                 | −                                                                                              | −                                                                                    | орден Мужества (посмертно) − −                                                         |
| 151 −                                | Смирнов Алексей Александрович −           | Старший лейтенант −                       | − | −                                                                                 | −                                                                                              | −                                                                                    | орден Мужества (посмертно) − − −                                                       |
| 152 −                                | Соболевский Дмитрий Владимирович −        | Рядовой −                                 | − | −                                                                                 | −                                                                                              | −                                                                                    | орден Мужества (посмертно) − −                                                         |
| 153 −                                | Солдатов Юрий Анатольевич −               | Ефрейтор −                                | наводчик-оператор БМП-2 № 214 4 мср 2 мсб − | 22 июля 1975 года − в посёлке Усть-Юган − Сургутского района Тюменской области. − | Погиб 31 декабря 1994 года в г. Грозный. −                                                     | Похоронен 10.08.96 на кладбище города Сургут Ханты-Мансийского автономного округа. − | орден Мужества (посмертно) − −                                                         |
| 154 −                                | Стуков Алексей Глебович −                 | Младший сержант −                         | − | −                                                                                 | −                                                                                              | −                                                                                    | орден Мужества (посмертно) −                                                           |
| 155 −                                | Суслов, Александр Викторович −            | Старшина −                                | − | −                                                                                 | −                                                                                              | −                                                                                    | орден Мужества (посмертно) −                                                           |
| 156 −                                | Тарасов Дмитрий Иванович −                | Младший сержант −                         | − | −                                                                                 | −                                                                                              | −                                                                                    | орден Мужества (посмертно) −                                                           |
| 157 −                                | Титов Юрий Александрович −                | Рядовой −                                 | ст. радиотелеграфист − | 29.11.1975 х. Верхняковский Верхнедонской р-н Ростовская обл. −                   | 1.01.1995 −                                                                                    | Похоронен на Родине −                                                                | орден Мужества (посмертно) − −                                                         |
| 158 −                                | Ткалун Владислав −                        | Рядовой −                                 | − | −                                                                                 | −                                                                                              | −                                                                                    | орден Мужества (посмертно) − −                                                         |
| 159 −                                | Тлупов Мурат −                            | Рядовой −                                 | − | −                                                                                 | −                                                                                              | −                                                                                    | орден Мужества (посмертно) − −                                                         |
| 160 −                                | Токбаев Мухаммед Мухарбиевич −            | Младший сержант −                         | − | −                                                                                 | −                                                                                              | −                                                                                    | орден Мужества (посмертно) −                                                           |
| 161 −                                | Тулин Роман Петрович −                    | Рядовой −                                 | радиотелеграфист − | 7.08.1994 г. Петров Вал Камышинский р-н Волгоградская область −                   | 3.01.1995 г. Грозный −                                                                         | Похоронен на Родине −                                                                | орден Мужества (посмертно) −                                                           |
| 162 −                                | Турченко Виталий −                        | Рядовой −                                 | − | −                                                                                 | −                                                                                              | −                                                                                    | орден Мужества (посмертно) − −                                                         |
| 163 −                                | Тыртышный, Олег Петрович −                | Капитан −                                 | командир разведроты − | 13.01.1969 г. Орск Оренбургская область −                                         | 2.01.1995 в Грозном −                                                                          | Похоронен в хут. Риречный Тимашеский район Краснодарский край −                      | орден Мужества (посмертно) − −                                                         |
| 164 −                                | Федюков Сергей −                          | Младший сержант −                         | − | −                                                                                 | −                                                                                              | −                                                                                    | орден Мужества (посмертно) − − −                                                       |
| 165 −                                | Фоменко Андрей −                          | Рядовой −                                 | − | −                                                                                 | −                                                                                              | −                                                                                    | орден Мужества (посмертно) − −                                                         |
| 166 −                                | Фролов Юрий −                             | Рядовой −                                 | − | −                                                                                 | −                                                                                              | −                                                                                    | орден Мужества (посмертно) −                                                           |
| 167 −                                | Халишхов Альберт −                        | Старший сержант −                         | − | −                                                                                 | −                                                                                              | −                                                                                    | орден Мужества (посмертно) −                                                           |
| 168 −                                | Харин Сергей Александрович −              | Младший сержант −                         | − | г. Челябинск −                                                                    | 01.01.95 −                                                                                     | −                                                                                    | орден Мужества (посмертно) − − −                                                       |
| 169 −                                | Хоменко Алексей −                         | Рядовой −                                 | − | −                                                                                 | −                                                                                              | −                                                                                    | орден Мужества (посмертно) −                                                           |
| 170 −                                | Худев Владимир −                          | Рядовой −                                 | − | −                                                                                 | −                                                                                              | −                                                                                    | орден Мужества (посмертно) −                                                           |
| 171 −                                | Цветков Иван Михайлович −                 | рядовой −                                 | ст. наводчик − | 12.01.1976 х. Нижний Кореновский р-н Краснодарский край −                         | 31.12.1995 −                                                                                   | похоронен на Родине −                                                                | орден Мужества (посмертно) − − −                                                       |
| 172 −                                | Чагин Владимир −                          | Рядовой −                                 | − | −                                                                                 | −                                                                                              | −                                                                                    | орден Мужества (посмертно) − −                                                         |
| 173 −                                | Чернявский Александр? −                   | Рядовой −                                 | − | −                                                                                 | −                                                                                              | −                                                                                    | орден Мужества (посмертно) −                                                           |
| 174 −                                | Чиндров Алексей Владимирович −            | Рядовой −                                 | снайпер − | 18.01.1975 г. Михайловка Волгоградская обл. −                                     | 31.12.1994 −                                                                                   | Похоронен на Родине −                                                                | орден Мужества (посмертно) −                                                           |
| 175 −                                | Чубко Валерий −                           | Рядовой −                                 | − | −                                                                                 | −                                                                                              | −                                                                                    | орден Мужества (посмертно) −                                                           |
| 176 −                                | Чудинов Сергей −                          | Рядовой −                                 | − | −                                                                                 | −                                                                                              | −                                                                                    | орден Мужества (посмертно) −                                                           |
| 177 −                                | Чумак, Анатолий Михайлович −              | Подполковник −                            | начальник связи бригады − | 01.03.1954 г. Новомосковск Днепропетровской области УССР −                        | Пропал без вести 1.01.1995 в Грозном −                                                         | Опознан и похоронен в братской могиле в г. Москва ? −                                | орден Мужества (посмертно), Медаль ордена «За заслуги перед Отечеством» II степени − − |
| 178 −                                | Шабанов Евгений −                         | сержант −                                 | − | −                                                                                 | −                                                                                              | −                                                                                    | орден Мужества (посмертно) − −                                                         |
| 179 −                                | Шайдюк Вадим −                            | Рядовой −                                 | − | −                                                                                 | −                                                                                              | −                                                                                    | орден Мужества (посмертно) −                                                           |
| 180 −                                | Шелудков Николай −                        | Рядовой −                                 | − | −                                                                                 | −                                                                                              | −                                                                                    | орден Мужества (посмертно) − −                                                         |
| 181 −                                | Штефан Сергей Валерьевич −                | Рядовой −                                 | снайпер − | 15.09.1975 г. Сальск Ростовская обл. −                                            | 1.01.1995 −                                                                                    | г. Сальск −                                                                          | орден Мужества (посмертно) − −                                                         |
| 182 −                                | Шумаков Андрей Васильевич −               | Рядовой −                                 | наводчик − | 03.10.1975 г. Ростов-на-Дону −                                                    | 31.12.1994 −                                                                                   | На Родине −                                                                          | орден Мужества (посмертно) − −                                                         |
| 183 −                                | Щепин, Юрий Юрьевич −                     | капитан командир танковой роты −          | 30-го октября 1968 году в г. Южно-Сахалинске Сахалинской области −                                                                                | 1.1.1995 −                                                                        | Грозный −                                                                                      | Майкоп −                                                                             | орден Мужества (посмертно) − −                                                         |
| 184 −                                | Щукин, Виталий Вячеславович −             | Старший лейтенант −                       | − | −                                                                                 | −                                                                                              | −                                                                                    | орден Мужества (посмертно) −                                                           |
| 185 −                                | Эрдниев Бадма Ердниевич −                 | Рядовой −                                 | снайпер − | 18.07.1977 г. Элиста Калмыкская АССР −                                            | 6.09.1996 −                                                                                    | Похоронен г. Городовиковск Калмыкия −                                                | орден Мужества (посмертно) − −                                                         |
| 186 −                                | Яблоновский, Юрий Борисович −             | Рядовой −                                 | мех.водитель − | 23.02.1997 г. Усть-Лабинск Краснодарский край −                                   | 20.06.1996 −                                                                                   | на Родине −                                                                          | орден Мужества (посмертно) − −                                                         |
| 187 −                                | Янковский Александр Алексеевич −          | Рядовой −                                 | наводчик орудия − | 09.12.1975 −                                                                      | 1.01.1995 −                                                                                    | −                                                                                    | орден Мужества (посмертно) − −                                                         |
| 188 −                                | Яшин Сергей Александрович −               | Рядовой −                                 | наводчик-оператор − | 30.09.1976 г. Новокуйбышевск Куйбышевская обл −                                   | 18.05.1996 −                                                                                   | похоронен на Родине −                                                                | орден Мужества (посмертно) −                                                           |

## Командование бригады

### Командиры
- 1992—1993 полковник Чирков, Виктор Петрович. Первый командир бригады
- 1993-2.1.1995 полковник Савин Иван Алексеевич (1953—1995) Герой Российской Федерации
- 11.01.1995—14.12.1995 полковник Мулин, Владимир Александрович
- 1996—1999 — полковник Караогланян, Артур Варшамович.
- 1999—2001 — полковник (с июня 2001 — генерал-майор, с декабря 2012 — генерал-полковник) Зарудницкий Владимир Борисович
- 2001—2002 — полковник Цыганков, Сергей Александрович
- 2002—2003 — полковник (с декабря 2003 года — генерал-майор) Кураленко Сергей Васильевич
- 2004—2007 — полковник (с июня 2005 — генерал-майор) Судаков Сергей Геннадьевич[1]
- 2007—2009 — полковник Чеботарёв, Сергей Валерьевич[2]
- 7-я вб с 16.5.2009 по 08 2010 Чеботарёв, Сергей Валерьевич (генерал-майор)

### Начальники штаба бригады
- 19.10.1992—1995 полковник Ларин, Владимир Анатольевич
- полковник Потоцкий, Валерий Владимирович (25.01.1995-22.11.1996)
- полковник Филатов, Владимир Александрович (генерал-майор) (22.11.1996-1997)
- полковник Зарудницкий, Владимир Борисович (1997-15.04.1999)(с 12.2012 г. генерал-полковник)
- полковник Сугоняко, Виктор Яковлевич (15.04.1999-13.07.2001)
- подполковник, полковник Кирдей, Александр Андреевич (13.07.2001-20.05.2004)
- полковник Казаков, Юрий Кенжалиевич (20.05.2004-29.11.2006)
- полковник Олесовец, Геннадий Сергеевич (29.11.2006-28.10.2008)
- полковник Володченко, Юрий Михайлович (28.10.2008-16.05.2009)

### Заместители командира
- 19.10.1992-30.11.1995 полковник Андриевский, Виктор Павлович
- 30.11.1995-23.08.1998 полковник Козлов, Олег Александрович (Род.20.4.1963)Герой Российской Федерации. Генерал-полковник.
- подполковник Сугоняко, Виктор Яковлевич (23.08.1998-15.04.1999)
- подполковник, полковник Кожендаев, Александр Леонидович (15.04.1999-23.06.2001)
- подполковник, полковник Дашковский, Виктор Викторович (23.06.2001-21.06.2003)
- подполковник, полковник Смазилкин, Геннадий Валерьевич (21.06.2003-08.2005)
- полковник Трубиенко, Тимур Николаевич (31.08.2005-31.07.2006)
- полковник Мишин, Юрий Анатольевич (31.07.2006-31.10.2007)
- полковник Володченко, Юрий Михайлович (31.10.2007-28.10.2008)
- полковник Роот, Константин Юрьевич (28.10.2008-16.05.2009)

### Заместители командира бригады по воспитательной работе
- подполковник Минибаев, Наиль Фаридович
- подполковник Конопацкий, Валерий Иванович
- полковник А. Р. Макешов
- полковник Гулин, Владимир Николаевич (06.1998-14.12.2005)
- полковник Романов, Геннадий Николаевич(14.12.2005-16.05.2009)

### Заместители командира бригады по вооружению
- полковник Пиха, Николай Иванович (19.10.1992-02.01.1995)
- подполковник, затем полковник Губенин, Виктор Прокопьевич (18.02.1995-09.01.1998)

- майор, подполковник Ратников Евгений Евгеньевич (09.01.1998-11.10.1999)
- подполковник Кондратенко Игорь Николаевич (11.10.1999-07.02.2001)
- полковник Гладкий Виктор Николаевич(07.02.2001-11.08.2003)

- полковник Попов Юрий Леонидович(11.08.2003-18.11.2005)
- полковник Остапец Иван Николаевич(18.11.2005-29.01.2007)
- полковник Остапенко Петр Васильевич (29.01.2007-06.05.2008)
- полковник Захаров Андрей Михайлович (06.05.2008-16.05.2009)

### Заместители командира бригады по тылу
- 1992—1995 полковник Пискижев, Пётр Прокофьевич (10.1.1953-2.1.1995)[3]
- 1995—2009 полковник Галушко, Анатолий Степанович

## Марш бригады
Краснодарская Краснознамённая.
музыка И. П. Шевченко

слова Г. И. Смирнова

В восемнадцатом, в сердце России

На гражданской, в боях родилась

Была названа Курской пехотной

И походная жизнь началась.

Украину, Донбасс, Закавказье

Довелось ей с боями пройти

Знамя части девятой стрелковой

Через пекло войны пронести.

Припев (2 раза):

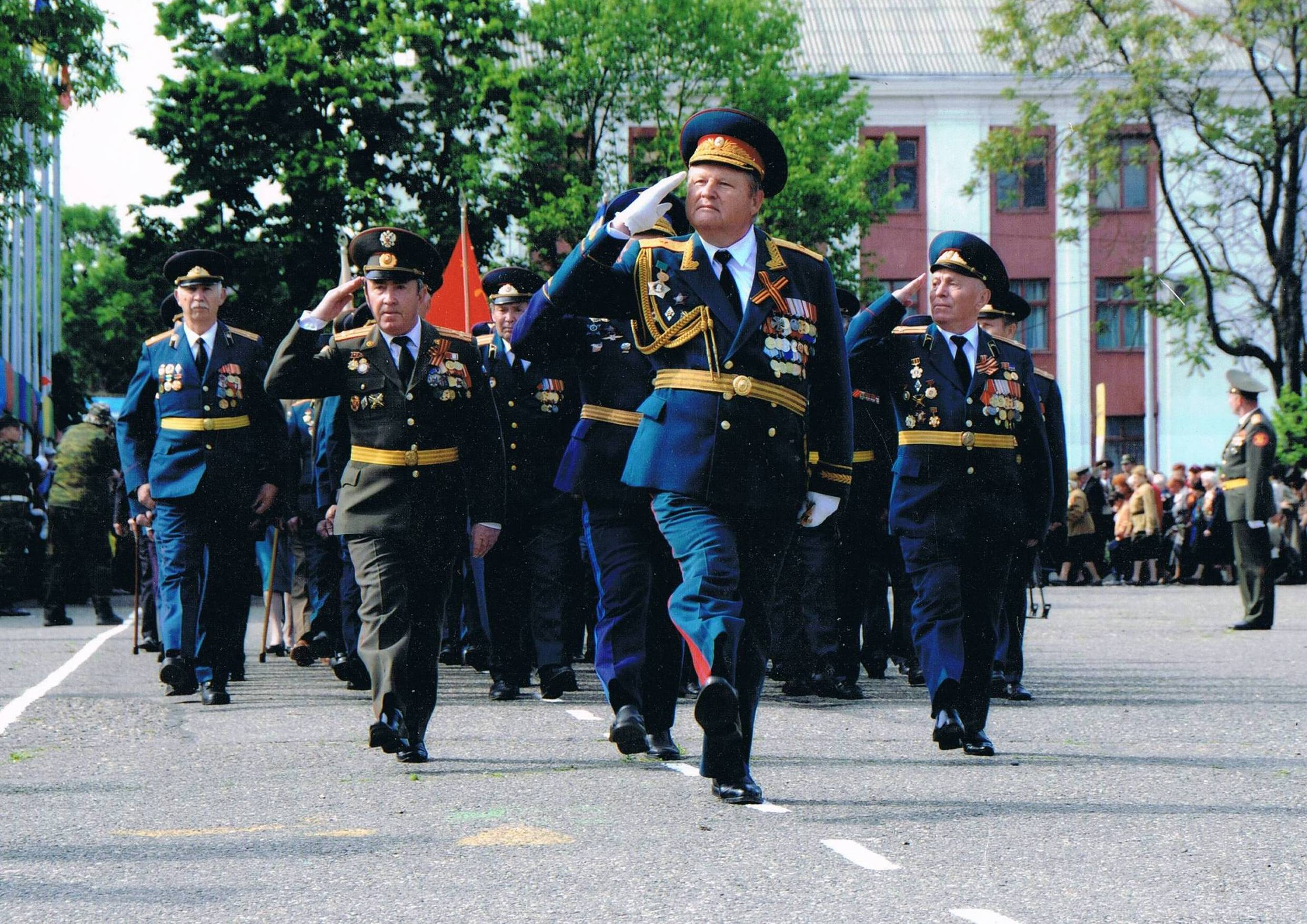
Ветераны 9-й мсд на Параде Победы в Майкопе. В командную группу входят генерал-майор Александр Дорофеев, полковник Аслан Куадже, генерал-майор Юрий Саленко и подполковник Леонид Рудяк. Республика Адыгея, 9 мая 2005 года

Сто тридцать первая, мотострелковая,

Мы твои и Отчизны сыны

Краснодарская, Краснознамённая

Свято Родине нашей верны.

В сорок третьем, в жестоких сраженьях,

Краснодар она штурмом брала,

По Кубани, от гор Адыгеи

Путь победный до Праги прошла.

Закалилась в суровых походах,

Возмужал и характер бойцов,

Ордена на полотнищах блещут -

Доблесть подвигов наших отцов.

Припев:

А теперь её смена — бригада,

Сыновьям рубежи охранять.

На вокзале столицы Чеченской

Первый бой ей пришлось принимать.

Защищая просторы Отчизны,

Мы клянёмся, о Родина-Мать,

Боевые традиции части

Свято чтить, сохранять, умножать.

Припев

## С 2009 года
С 2009 года 131-я омсбр в полном составе передислоцирована на территорию Абхазии. Бригада переформирована в 7-ю военную базу с пунктом постоянной дислокации в городе Гудаута.

## Отличившиеся воины бригады

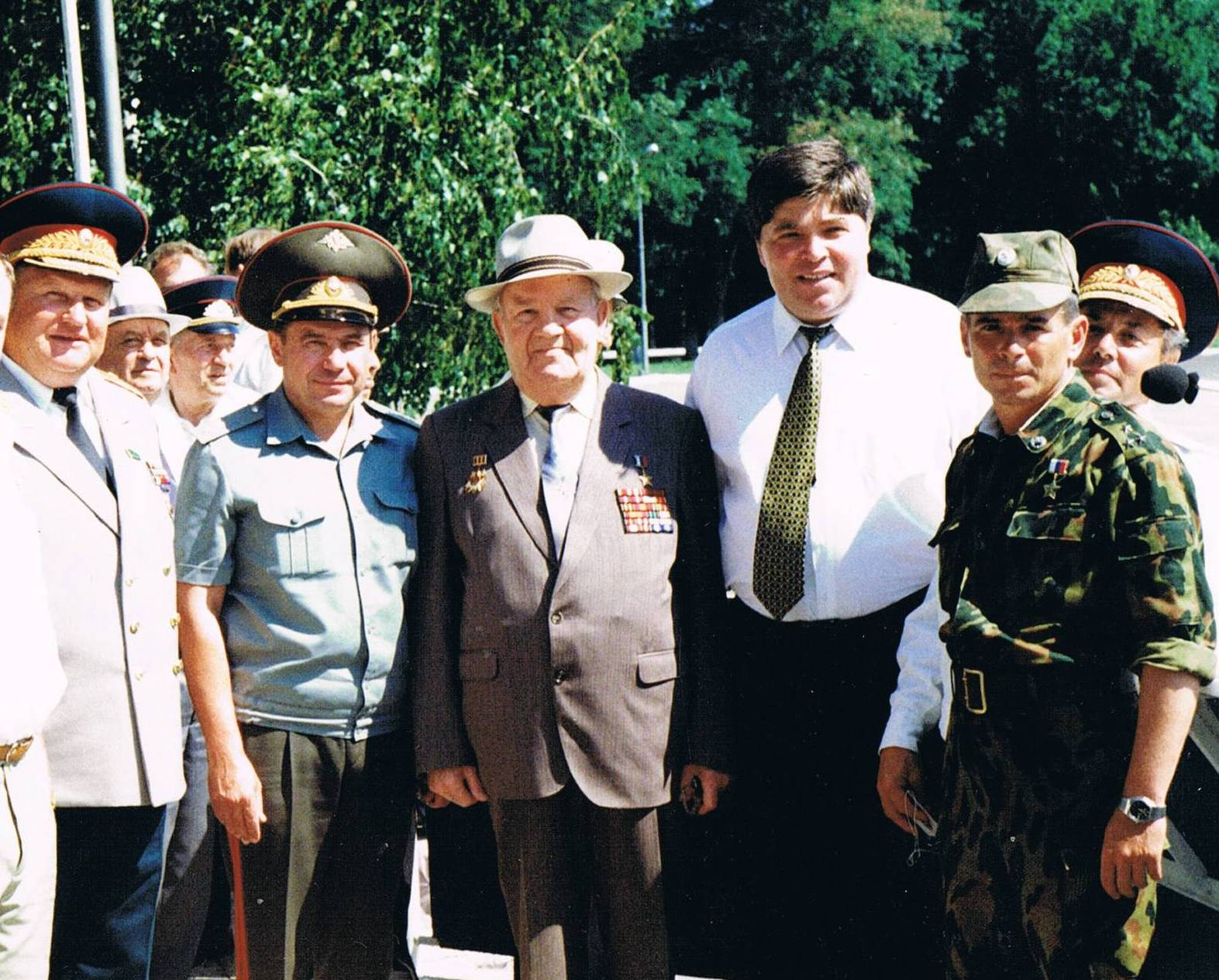
Генералы Дорофеев А. А. Ткачёв Н. Ф. Герой России Дорофеев А. В., премьер-министр Республики Адыгеи Тхаркахов М. Х. и Герой России полковник Козлов О.А на 80-летии Краснодарского Краснознамённого соединения 131-я ОМСБр. Майкоп, 1998 год.

- Клупов, Рустем Максович (род. 27 октября 1963 года) — помощник начальника разведки 131-й омсбр, полковник. Герой Российской Федерации
- Козлов, Олег Александрович (род. 20 апреля 1963 года) — первый заместитель командира 131-й отдельной мотострелковой бригады, генерал-майор. Герой Российской Федерации
- Осокин, Евгений Анатольевич (1974—1996) — командир взвода 529-го отдельного мотострелкового батальона, лейтенант. Герой Российской Федерации (посмертно). Награду сына принял полковник Осокин, Анатолий Яковлевич.
- Савин, Иван Алексеевич (1953—1995) — командир бригады, полковник. Герой Российской Федерации (посмертно). Награду мужа приняла Валентина Адамовна Савина.
- Семенков, Владимир Владимирович (15.07.1974—29.09.2007) — командир разведывательного взвода, подполковник. Герой Российской Федерации

## Документальные фильмы
- 60 часов майкопской бригады. Авторы Зайцев Олег и Полунин Михаил. Телестанция «Сети НН». Россия, 1995.

## Музыка
- Сергей Тимошенко - Памяти Майкопской бригады.